# Bartolomeo Sanvito
Bartolomeo Sanvito (né vers 1433 à Padoue, mort dans la même ville en 1511) est un scribe, calligraphe et enlumineur italien. Il est un des artisans de l'écriture humaniste en vogue dans les manuscrits italiens de la Renaissance.

## Biographie
Bartolomeo est né en 1433 d'une famille de notaires et d'enseignants de Padoue ayant des problèmes d'argent. Il fréquente l'université et porte un intérêt pour le retour à l'Antique alors en cours dans la ville. Il est sans doute actif comme scribe et calligraphe dès 1460 comme l'atteste un document de 1462. Il est en contact avec le milieu universitaire mais aussi avec de riches bibliophiles padouans et vénitiens comme Bernardo Bembo (it), Marcantonio Morosini, pour qui il travaille entre 1460 et 1464 ainsi que Ludovico Trevisano. Il devient même parrain du premier fils de Bembo.
En 1464, il quitte Padoue pour Rome, pour suivre un groupe de prélats vénitiens arrivés sur place après l'élection de Paul II. Il y travaille alors aussi pour le cardinal Francesco Gonzaga le Vieux. Il séjourne aussi temporairement à Florence où il copie un manuscrit (Walters W.405). Un document indique qu'il est de retour à Padoue en 1466. Il retourne à Rome en 1469 où il reste plus de trente ans. Il travaille notamment pour le pape Sixte IV, comme l'atteste le paiement daté du 8 janvier 1478, signé du bibliothécaire du Vatican pour un manuscrit que Sanvito a copié et enluminé (aujourd'hui Vat.Lat.1888). Il travaille par ailleurs régulièrement avec l'enlumineur Gaspare de Padoue et il entre avec lui au service permanent de Francesco Gonzaga, jusqu'à la mort de ce dernier en 1483. Après cette date, il est au service de la curie romaine. Un autre document nous apprend qu'en 1492, il est devenu chambellan du cardinal Raffaele Sansoni Riario. Il est probablement déjà devenu prêtre à cette date. Le dernier document attesté de sa main à Rome date de 1501 et il est retourné à Padoue avant 1506. Il est fait chanoine de l'église Saint-Nazaire-et-Saint-Celse de Brescia en 1507 puis de l'église Sainte-Justine de Padoue en 1508. Il meurt sans doute quelque temps plus tard.

## Style
Il participe à la redécouverte de l'écriture à l'Antique et à la propagation de l'écriture humaniste dans toute l'Italie. Il abandonne progressivement la décoration des lettrines aux « vigne blanche » (bianchi girari) pour une esthétique plus proche de l'antiquité en les insérant dans des encadrements architecturaux et des éléments antiques. Il travaille avec plusieurs enlumineurs prestigieux comme Marco Zoppo, Giovanni Vendramin, Franco dei Russi, Antonio Maria da Villaflora et surtout Gaspare de Padoue.

## Principaux manuscrits attribués

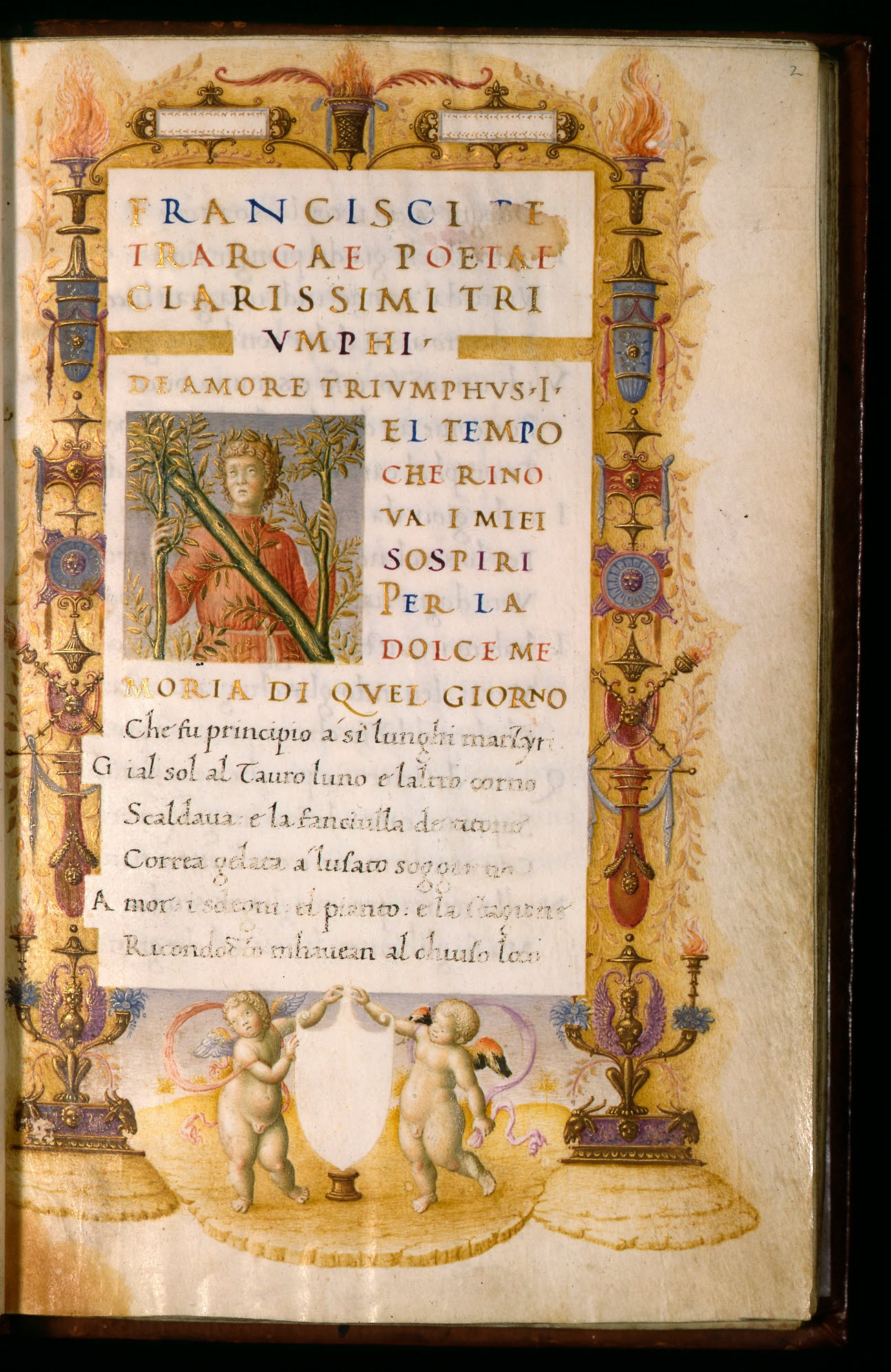
Page d'un manuscrit des Triomphes de Pétrarque.

Albinia de la Mare lui attribue 117 manuscrits entièrement de sa main, 6 partiellement, 60 dans lesquels il a ajouté des lettrines. Il a peut-être participé en tant qu'enlumineur à d'autres manuscrits. Il signe ses manuscrits de ses initiales « b.s. »
- Oratio gratulatoria pour Bernardo Bembo, British Library, Add. MS. 14787
- Manuscrit de l'Énéide pour Lodovico Agneli, évêque de Cosenza, 1497-99, British Library, Kings 24
- Manuscrit des Triomphes de Pétrarque, Walters Art Museum, Baltimore, W.755
- Liber de Spectaculis de Martial, auteur des lettrines (avec le scribe Pompino Leto), British Library, Kings 32
- Vie d'Alphonse VI de Naples, Walters Art Museum, W.405